# كهوف سكوراتي
كهوف سكوراتي (بالإيطالية: Grotte di Scurati)‏ هي مجموعة كهوف تقع في مقاطعة تراباني في إيطاليا، بالإضافة إلى قرية صغيرة كانت مأهولة بالسكان من عام 1819 حتى منتصف القرن العشرين، تتكون المجموعة من تسعة كهوف، ويعد كهف مانجيابان الأكبر بينها، حيث يبلغ ارتفاعه حوالي 70 متراً وعرضه 13متر وعمقه 50 مترا، كما عثر على العديد من الرسوم الكهفية فيه.